# 横浜市立大鳥中学校
横浜市立大鳥中学校（よこはましりつ おおとりちゅうがっこう）は神奈川県横浜市中区本牧原22番1号に所在する公立中学校。

## 沿革
- 1948年4月1日 - 創立（横浜市立北方小学校内3階11教室を使用）。
- 同年11月17日 - 横浜市立大鳥小学校に校舎が移転される。
- 1949年4月20日 - 中区山下町231番地，女子専修学校（現・横浜市立みなと総合高等学校）跡に移転。
- 1953年12月10日 - 中区本牧4丁目に、本校新校舎の建設用地が決定する。
- 1955年2月28日 - 新校舎が引き渡される。この日を創立記念日に設定。
- 1986年7月21日 - 本牧地区新計画により住居表示が実施され、住所が「中区本牧原22番1号」に変更される。
- 1987年2月28日 - 新校舎落成記念式典が行われる。
- 1993年4月1日 - 本校より横浜市立本牧中学校が分離独立する。
- 1997年5月24日 - 大鳥中学校コミュニティハウスが校舎内に開館される。

## 部活動

### 運動部
- 野球部
- サッカー部
- 陸上競技部
- テニス部（硬式テニス）
- バスケットボール部(女子)
- 卓球部
- 柔道部
- 水泳部

### 文化系部活動
- 吹奏楽部
- 美術部

## 通学区域
- かもめ町 - 全域
- 小港町 - 全域
- 豊浦町 - 全域
- 錦町 - 全域
- 本牧大里町 - 全域
- 本牧三之谷 - 全域
- 本牧十二天 - 全域
- 本牧原
  - 1番-8番
  - 18番-
- 本牧ふ頭 - 全域
- 本牧宮原
  - 1番-4番
- 本牧元町 - 全域
- 南本牧 - 全域

## 進学前小学校
- 横浜市立大鳥小学校
- 横浜市立本牧小学校
- 横浜市立本牧南小学校
- 横浜市立間門小学校

## 卒業生
- 小倉清一郎（社会人野球選手、高校野球指導者）
- やしろあずき（漫画家、実業家）
- 伊瀬茉莉也（声優）
- 柴田勲（元プロ野球選手）

## アクセス
- JR根岸駅より横浜市営バス（58・99・101系統)10分。
- JR桜木町駅より横浜市営バス(8・58・99・101・105・106・148系統)25分。
- JR石川町駅より横浜市営バス(99・101・105・106系統)15分。
  - すべてのバスで「本牧原」下車　徒歩3分